# Omar Pinzón
Omar Andrés Pinzón García (Bogotà, 17 giugno 1989) è un nuotatore colombiano.

## Biografia
Ha rappresentato la Colombia a quattro edizioni consecutive dei Giochi olimpici: Atene 2004, Pechino 2008, Londra 2012 e Rio de Janeiro 2016.
Il 30 luglio 2009, durante la semifinale dei campionati mondiali di nuoto di Roma 2009, facendo registrare il tempo di 1'56"40 ha stabilito il record sudamericano degli 200 metri dorso in vasca lunga.
Nel novembre 2012, dopo essere stato sottoposto ad un test antidoping, è risultato positivo alla cocaina e conseguentemente escluso dalle competizioni per due anni dalla FECNA. Nel 2014, tuttavia, ha promosso un appello avanti la Corte arbitrale dello Sport che ha riformato il provvedimento e revocato tutte le sanzioni a lui applicate.
Si è sposato con la nuotatrice lituana Raminta Dvariskyte, anche lei atleta di livello internazionale.

## Record sudamericani
| Specialità  | Tempo   | Evento                            | Luogo | Data           | Note  |
| ----------- | ------- | --------------------------------- | ----- | -------------- | ----- |
| 200 m dorso | 1'56"40 | Campionati mondiali di nuoto 2009 | Roma  | 30 luglio 2009 | [ 1 ] |

## Palmarès
- Giochi panamericani

Guadalajara 2011: argento nei 200m dorso.
- Giochi sudamericani

Cochabamba 2018: oro nei 200m misti e nella 4x100m misti, argento nei 100m dorso, bronzo nei 200m dorso e nella 4x200m sl.
Asuncion 2022: argento nei 200m dorso, nella 4x200m sl, nella 4x100m misti e nella 4x100m misti mista, bronzo nei 50m dorso, nei 100m dorso e nei 200m misti.